# Sylvie Rancourt
Pour les articles homonymes, voir Rancourt.
Sylvie Rancourt, née en 1959, est une auteure de bande dessinée québécoise. Pionnière de la BD autobiographique au Québec, elle est particulièrement connue pour son comics Mélody, qui raconte sa vie de danseuse nue.

## Biographie
Elle est née en 1959 à Macamic dans la région de l'Abitibi-Témiscamingue. Elle s’installe en 1979 à Montréal avec son compagnon. N'ayant aucune qualification et poussée par lui, elle devient stripteaseuse professionnelle,. Elle se met rapidement à raconter sa vie en bande dessinée,, avec un dessin naïf.
Elle photocopie les aventures ainsi dessinées de Mélody (son alter-ego) et distribue les fascicules dans les bars où elle exerce dès 1985. L'accueil étant bon, elle décide de lancer une version auto-éditée en kiosque en s'associant avec le dessinateur Jacques Boivin qui réalise les couvertures. La revue obtient un succès d'estime mais s'arrête au bout de quatre numéros, en raison d'une diffusion chaotique et de ventes insuffisantes.
Une version anglophone voit le jour grâce à Jacques Boivin, ce qui permet à Rancourt de se faire remarquer notamment par Aline Kominsky-Crumb, mais surtout par Denis Kitchen, éditeur underground majeur. Kitchen décide de publier la série aux États-Unis mais réclame à Sylvie Rancourt un dessin plus professionnel. Elle écrit alors dix comic books dessinés par Jacques Boivin, qui sortent entre 1988 et 1995.
Elle publie également de nombreux récits courts et comics, ainsi qu'un jeu de carte. Un « Club Mélody », bar nommé en son hommage, existe même à Montréal entre 1990 et 1992. En 2001, Sylvie Rancourt publie Melody on stage, son dernier album, chez Fantagraphics.
Elle se marie en 2004 avec un fermier québécois, met en pause la bande dessinée puis se consacre depuis 2007 à la peinture et à l'éducation de ses quatre enfants. Contrairement à un discours longuement répété après sa « redécouverte », elle recommence à publier des fanzines et autoéditions a minima à partir du début des années 2010, mais ceux-ci sont diffusé uniquement dans la région de Val-d'Or, où elle est installée, loin des festivals de bande dessinée et des relais de la critique médiatique.
Réputé dans le milieu de la bande dessinée grâce à la nombreuse littérature critique à son sujet, le travail de Sylvie Rancourt était globalement invisible au public jusqu'à la réédition intégrale de ses premiers travaux par les éditions Ego comme X en 2013.
En 2014, les œuvres de Sylvie Rancourt (Melody) se retrouvent en compétition officielle au Festival international de la bande dessinée d’Angoulême.
En 2019, elle a reçu le prix Albert-Chartier, récompensant « l’apport important d'un individu ou d'une institution au milieu de la bande dessinée québécoise ».

## Œuvre en français
- Mélody, 7 fascicules autoédités, 1985.
  - Édition intégrale sous le titre Archives Mélody 1 à 7, Éditions du Phylactère, 1989.
  - Nouvelle édition intégrale sous le titre Mélody, préfacé par Bernard Joubert, Ego comme X, 2013.
- Club Mélody, autoédition, n.d. (après 90).
- Cheveuton, autoédition, n.d. (après 90).
- La Bible selon Sylvie Rancourt, autoédition, n.d. (après 90).
- L’Espoir, autoédition, n.d. (après 90).
- Bébé Mélody, édité par Jacques Boivin, 1996.
- Mélodie burlesque, dessin de Jacques Boivin, éditions Mélody, 2003.